# Carludovica
Carludovica ist eine Pflanzengattung aus der Familie der Scheibenblumengewächse (Cyclanthaceae). Sie umfasst vier Arten, die in den Tropen der Neuen Welt beheimatet sind. Aus getrockneten Blattfasern von Carludovica palmata, auch Toquilla-Palme genannt, der am weitesten verbreiteten Art, werden in Ecuador die Panamahüte hergestellt.

## Beschreibung

### Vegetative Merkmale
Die Arten von Carludovica sind kräftige, im Erdboden wurzelnde, ausdauernde Pflanzen mit kurzer Sprossachse. Die grundständigen, schraubig gestellten, palmenähnlichen Laubblätter besitzen einen 1,5–3(–4) m langen, mehr oder weniger zylindrischen Stiel, der viel länger ist als die Spreite. Die fächerförmige Blattspreite ist etwa so breit wie lang oder etwas breiter. Sie ist handförmig in meist vier keilförmige, längsfaltige Abschnitte geteilt, die vorne gezähnt oder tief in schmale, spitze Abschnitte zerteilt sind. Die Spreite besitzt am Grund drei kurze Rippen, von denen die seitlichen nicht am Spreitenrand verlaufen. Insbesondere bei Carludovica palmata, weniger deutlich bei anderen Arten, ist am Spreitenansatz ein Paar von schwielenartigen Verdickungen vorhanden.

### Generative Merkmale
Die Geschlechtsverteilung der Blüten ist einhäusig getrenntgeschlechtig (monözisch). Die Blütenstände sind gestielte, schmal zylindrische, bis 12 cm lange Kolben. Unmittelbar unter dem Kolben befinden sich vier, seltener drei scheidenartige Hochblätter (Spathen), die ihn vor dem Aufblühen einhüllen und anschließend abfallen. Die zahlreichen kleinen, radiärsymmetrischen Blüten sind auf dem Kolben dicht gedrängt in regelmäßigen Gruppen angeordnet, wobei immer eine sitzende weibliche Blüte von vier kurz gestielten, nicht miteinander verwachsenen männlichen Blüten umgeben ist.
Die männlichen Blüten besitzen einen Blütenboden, der sich allmählich in den Blütenstiel verschmälert. An seinem Rand sitzt eine Blütenhülle aus unauffälligen, mehr oder weniger fingerförmigen Perigonblättern, die an ihrer Außenseite eine Harzdrüse aufweisen. Die zahlreichen Staubblätter sind mit ihren Staubfäden am Grund miteinander verwachsen. Die basifixen, also an ihrem Grund dem Staubfaden angehefteten Staubbeutel öffnen sich der Länge nach.
Die weiblichen Blüten sind auf der Kolbenoberfläche seitlich miteinander verwachsen. Die vier unauffälligen, ledrigen, ganzrandigen Perigonblätter sind frei oder am Grund miteinander verwachsen. An ihrer Innenseite sind sie am Grund mit jeweils einem weißen, mehrere Zentimeter langen, fadenförmigen Staminodium verbunden. Der aus vier Fruchtblättern verwachsene unterständige Fruchtknoten ist einfächerig. Die vier Griffel sind kurz und miteinander verwachsen oder sie fehlen. Die seitlich zusammengedrückten oder breit eiförmigen Narben bilden in dem Quadrat, das aus den Perigonblättern gebildet wird, gemeinsam ein diagonales Kreuz. Im Fruchtknoten sind an den parietalen Plazenten zahlreiche Samenanlagen vorhanden.

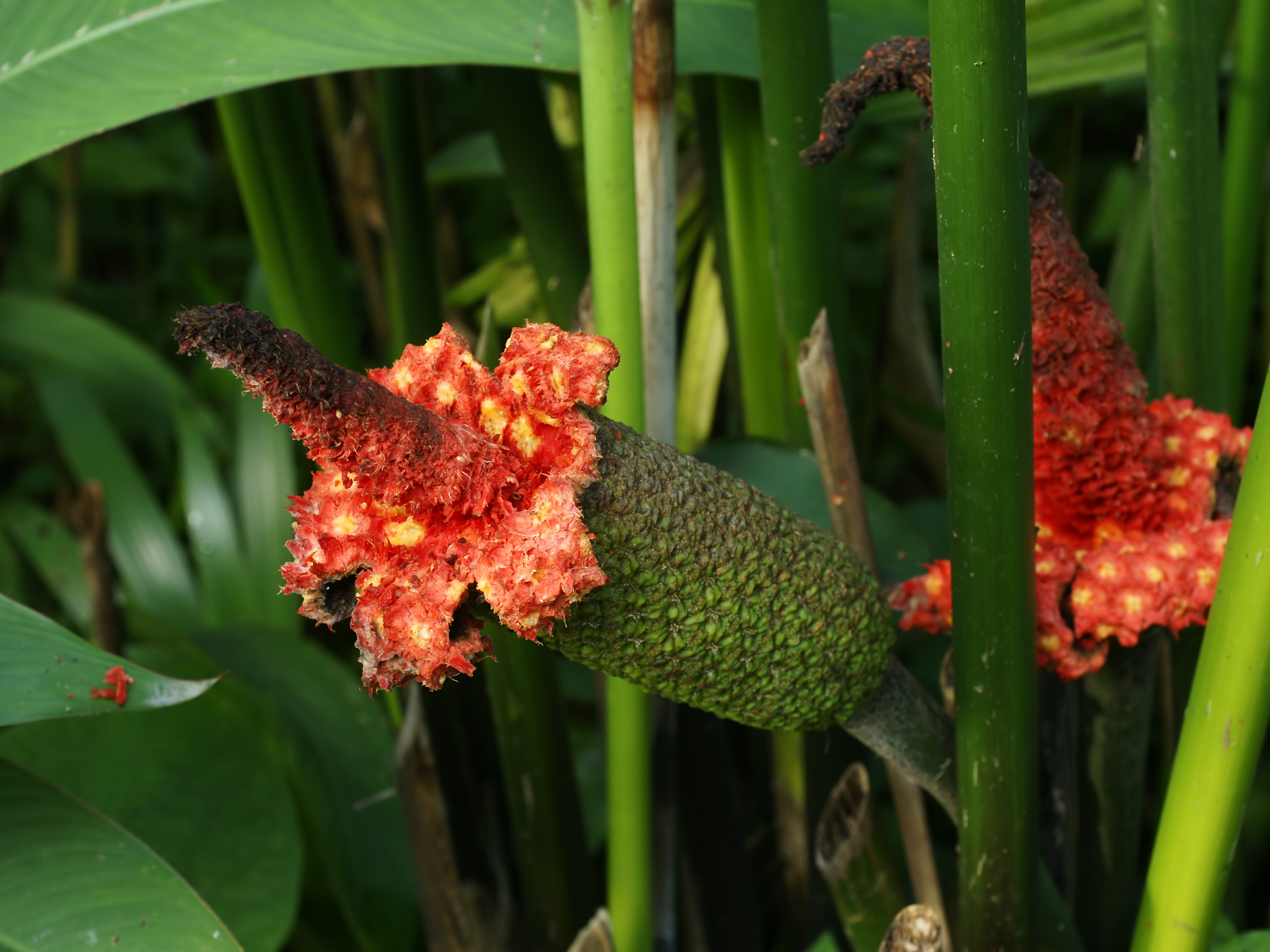
Nach außen gerollte Spitze eines Fruchtkolbens von Carludovica palmata

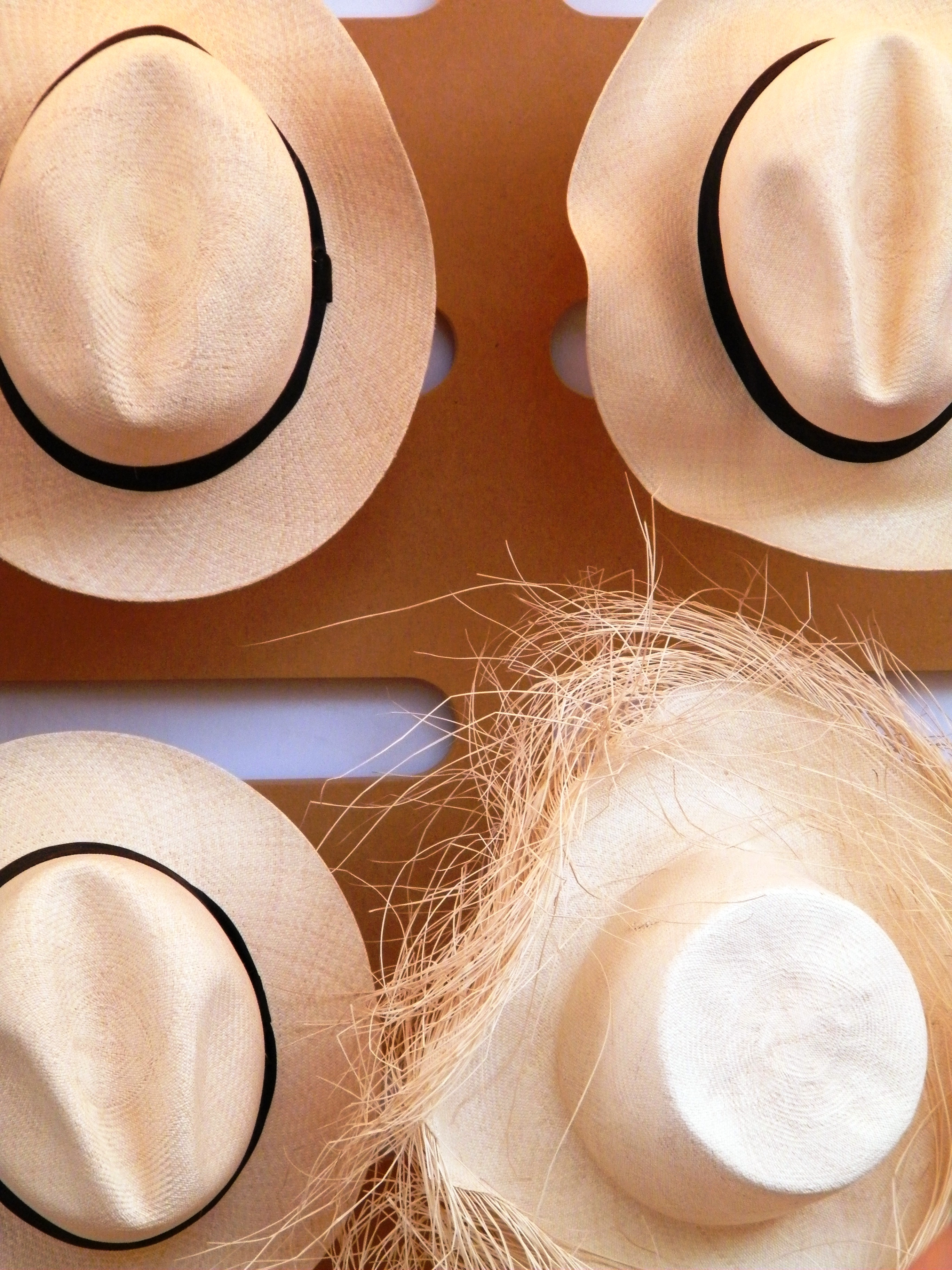
Panama-Hüte

Aus dem Blütenstand bildet sich ein bis zu 26 cm langer und bis zu 4 cm breiter kolbenförmiger Fruchtverband, an dem auf der äußeren Hülle die Blütenhüllblätter der weiblichen Blüten sitzen. Im Inneren befindet sich rotes Fruchtfleisch, in das die Samen eingebettet sind. Bei der Reife reißt die Hülle des Fruchtkolbens an der Spitze auf, rollt sich nach außen ein und fällt stückweise ab. Dadurch wird das Fruchtfleisch mit den Samen weithin sichtbar. Man nimmt an, dass damit fruchtfressende Vögel angelockt werden sollen, um die Ausbreitung der Samen zu übernehmen.

## Blütenbiologie
In der Nacht vor dem Aufblühen entfalten sich die weißen, fadenförmigen Staminodien, die dabei den blühenden Kolben umhüllen und Duftstoffe abgeben, um kleine Käfer anzulocken, insbesondere Rüsselkäfer der Tribus Derelomini, aber auch Kurzflügler. Diese Käfer dringen am Morgen zwischen den männlichen Blüten zu den darunter versteckten weiblichen Blüten vor. Die Käfer lecken einen süßen Saft, der von der Basis der Staminodien und von der Narbe abgegeben wird, und bestäuben dabei die Blüte. Sie verbleiben einen Tag und die darauffolgende Nacht im Inneren der Blütenstände, paaren sich dabei und legen auch ihre Eier ab. Am nächsten Morgen krabbeln sie ins Freie und bekommen dabei von den umgebenden männlichen Blüten eine Ladung Pollen ab, mit dem sie die nächste besuchte Pflanze bestäuben. Die männlichen Blüten und die Staminodien fallen nach dem Blühen ab.

## Taxonomie und Systematik
Die Gattung Carludovica wurde 1794 von den spanischen Botanikern Hipólito Ruiz López und José Antonio Pavón y Jiménez beschrieben. Als Lektotypus wurde 1958 Carludovica palmata Ruiz & Pav. ausgewählt. Salmia Willd. ist ein Synonym.
In der Vergangenheit ist Carludovica viel weiter gefasst worden als heute und enthielt entweder alle oder den Großteil der Arten der heutigen Unterfamilie Carludovicoideae. In der Bearbeitung für Die natürlichen Pflanzenfamilien durch Oscar Drude wurden 1889 immerhin die kleinen bzw. monotypischen Gattungen Evodianthus, Stelestylis, Sarcinanthus (heute zu Asplundia) und Ludovia neben einer weit gefassten Carludovica als eigene Gattungen akzeptiert. Aber beispielsweise noch in der Bearbeitung der Cyclanthaceae in der Flora of Panama von 1943 wurden diese Gattungen als Synonyme zu Carludovica gestellt. Erst der schwedische Botaniker Gunnar Harling hat in den 1950er Jahren Carludovica auf den heutigen Umfang eingeschränkt und die artenreichen Gattungen Asplundia, Dicranopygium und Sphaeradenia abgetrennt und beschrieben.
Eine kladistische Untersuchung auf der Basis von morphologischen und anatomischen Merkmalen zeigte Carludovica als Teil einer Asplundia-Gruppe und als wahrscheinliches Schwestertaxon der beiden eng miteinander verwandten Gattungen Evodianthus und Dianthoveus.

## Etymologie
Die Gattung ist zu Ehren des zur Zeit der Erstbeschreibung regierenden spanischen Königspaars Karl IV. und Maria Luise (lat. Ludovica) benannt.

## Systematik
Die Gattung besteht in der gegenwärtigen Umgrenzung aus vier Arten:
| Wissenschaftlicher Name                      | Verbreitung                                                                                  |
| -------------------------------------------- | -------------------------------------------------------------------------------------------- |
| Carludovica drudei Mast.                     | südöstliches Mexiko, Guatemala, Costa Rica bis Ecuador und nordwestlichesVenezuela           |
| Carludovica palmata Ruiz & Pav.              | südöstliches Mexiko bis Bolivien, nordwestliches Venezuela, Ecuador und nördliches Brasilien |
| Carludovica rotundifolia H.Wendl. ex Hook.f. | Guatemala, Honduras, Costa Rica, Panama                                                      |
| Carludovica sulcata Hammel                   | südöstliches Nicaragua, Costa Rica                                                           |